# Kinh tế Việt Nam thời Bắc thuộc lần thứ nhất
Kinh tế Việt Nam thời Bắc thuộc lần 1 chủ yếu dựa vào nông nghiệp, có sự tiếp thu kỹ thuật từ phương Bắc trong sản xuất thủ công nghiệp và chịu ảnh hưởng của hoạt động thương mại của Trung Quốc với những nước xung quanh.

## Nông nghiệp

### Phương thức và công cụ sản xuất
Cơ sở kinh tế thời kỳ này là nông nghiệp với tàn dư của công cụ đá (rìu, cuốc đá), gỗ (mai, vồ...), nhiều công cụ đồng thau (lưỡi cuốc, cày, xẻng, rìu, hái...) và một số nông cụ sắt (có rìu sắt lưỡi xéo phỏng chế rìu đồng Đông Sơn).
Vẫn còn tàn dư phương thức sản xuất "hỏa canh", là việc đốt nương rẫy ở miền núi quận Giao Chỉ và Cửu Chân có quan hệ mật thiết với hoạt động săn bắn. Ngoài ra, còn tàn dư phương thức "thủy nậu" - đưa nước vào ruộng ngâm cho chết cỏ dại, dùng trâu và người giẫm vùi gốc rạ, cỏ rác xuống bùn. Bên cạnh đó, người Việt đã dùng cày cuốc (cày gỗ hoặc buộc lưỡi đá, cuốc đá gỗ, cuốc mai có lưỡi đồng và sắt...).
Từ năm 29, Nhâm Diên sang làm thái thú quận Cửu Chân đã áp dụng kỹ thuật Hán vào sản xuất nông nghiệp để hướng dẫn người Việt.

### Cây trồng, vật nuôi
Lúa nước vẫn là cây trồng chủ đạo, gồm các loại lúa nếp, lúa tẻ, lúa nương. Bên cạnh đó có loại hoa màu như  các loại khoai, sắn ở những vùng trung du và bờ bãi ven sông. Quận Giao Chỉ trồng được nhiều lúa, vẫn thường phải cung cấp cho quận Hợp Phố (vùng dân chuyên mò ngọc trai) và Cửu Chân (vùng hay bị đói).
Bên cạnh đó, người Việt có nghề trồng dâu nuôi tằm, trồng bông, đay, gai để có cái mặc. Ngoài ra, Giao Chỉ còn có nhiều hoa quả như nhãn, vải, quýt, chuối... Người Trung Quốc đặc biệt chú ý đến long nhãn và vải quả của Giao Chỉ.
Năm 111 TCN, sau khi diệt Nam Việt, Hán Vũ Đế sai xây Phù Lệ cung (Cung vải quả) ở kinh đô Trường An để trồng các cây cỏ lạ của vùng mới chiếm được. Vườn Phù Lệ cung trồng 100 cây vải và 2 cây chuối tiêu nhưng không cây nào sống. Dân Việt trong nhiều năm phải vận chuyển cây mới đến trồng tại vườn nhưng vẫn không thành công, do đó người Việt phải vận chuyển sản phẩm vải cống cho nhà Hán rất vất vả.
Nhà Hán đặt ra chức Tu quan ở huyện Liên Lâu, quận Giao Chỉ để trông coi việc tiến cống hoa quả, đồ ăn. Cũng từ đời Hán Vũ Đế đặt ra chức Quất quan ở quận Giao Chỉ, ăn lương 200 thạch lúa mỗi năm với nhiệm vụ trông việc cống quýt địa phương cho vua.
Qua việc chiếm được Nam Việt, đế chế Hán mở xuống phía nam và do đó tiếp xúc với Đông Nam Á và Ấn Độ Dương. Không chỉ trao đổi thương mại mà có sự du nhập những giống cây trồng. Cây nhài từ Ấn Độ được mang sang trồng ở Giao Chỉ từ đầu thế kỷ 1.
Trong chăn nuôi, người Việt có các giống gia súc là trâu, bò, lợn, gà, dê, chó và nuôi cá.

## Thủ công nghiệp
Trung Quốc vốn có nghề đúc gang phát triển từ thế kỷ 5 đến thế kỷ 4 TCN. Nhờ học được một số kỹ thuật và kinh nghiệm từ người Hoa, nền sản xuất thủ công nghiệp Giao Chỉ có những bước phát triển, trên cơ sở thủ công nghiệp truyền thống của Âu Lạc.
Đồ đồng Đông Sơn vẫn được sản xuất bên cạnh đồ đồng Hán (đỉnh, biển hồ, gươm, qua, gương đồng...). Hoa văn trên trống đồng Đông Sơn đã ảnh hưởng đến hoa văn trên gương đồng từ trung kỳ Tây Hán như sự xuất hiện hoa văn răng cưa trên gương đồng.
Các sản phẩm gốm gồm gốm cổ truyền còn có những sản phẩm chịu ảnh hưởng của phong cách Nam Việt (như gốm văn in hình học, bình 4-5 thân dính liền nhau) và Hán (đỉnh, bình, vò,...).
Người Việt có nghề dệt cửi làm vải, nổi tiếng là vải cát bá (vải bông) nhỏ sợi và rất mịn. Đến đầu công nguyên, người Việt ngoài khố, váy và khăn còn mặc loại áo như hình chăn đơn, xỏ qua đầu ở giữa Các nhà khảo cổ ngày nay còn tìm được những mảnh vải lụa in trên đồ gốm, những dọi xe sợi tại Đông Sơn, Thiệu Dương (Thanh Hóa), Xuân La (Hà Nội).
Nghề làm muối phát triển từ thời Hồng Bàng, đóng vai trò quan trọng trong nền kinh tế. Nghề nấu rượu cũng được người Việt học kỹ thuật từ người Hán. Rượu gạo của người Việt trở thành hàng tiến cống cho triều đình nhà Hán. Nhà Tây Hán giữ độc quyền mua bán muối và rượu.

## Thương mại
Đầu thời Tây Hán, nước Nam Việt (bao gồm cả quận Giao Chỉ) vẫn buôn bán với nhà Hán, mua về nhiều đồ đồng và sắt. Khi Lã Hậu chấp chính đã hạ lệnh cấm người Việt mua đồ sắt ở cửa ải nên gây ra xung đột với Triệu Đà. Sang thời Hán Văn Đế, quan hệ bình thường được nối lại.
Sự bành trướng về chính trị và quân sự thúc đẩy thêm tầm quan trọng của thương mại. Nhà Hán mở rộng thêm kênh buôn bán với các nước Đông Nam Á, Ba Tư, Ấn Độ. Từ khi nhà Hán chinh phục Nam Việt, người Việt tham gia hoạt động thương mại nhiều hơn so với trước, do tác động của các thương nhân người Hán. Điểm xuất phát của các thương nhân người Hán từ phương Bắc, khi đi và về đều qua quận Nhật Nam mua bán thổ sản sau khi vòng qua trao đổi hàng ở các quốc gia ngoài biển.
Đường giao thông sông Hồng và sông Tây Giang là những tuyến đường thủy nối liền miền Bắc Việt Nam với Lưỡng Quảng. Nhiều lái buôn người Hán đến buôn bán và trở nên giàu có. Sản vật địa phương buôn bán trao đổi bao gồm vải cát bá, đồi mồi, ngọc, voi, tê, vàng bạc, hoa quả...
Việc buôn bán ở phương Đông thời Tây Hán đã phát triển. Do có vị trí thuận lợi và phong phú sản phẩm nhiệt đới, quận Giao Chỉ trở thành một trạm quan trọng về giao thông biển với các nước phía nam ngoài biển. Sách Hán thư của Ban Cố ghi lại tên một số quốc gia có thông thường thời kỳ đó như Hoàng Chi, Đô Nguyên, Âp Lô Một, Sâm Ly, Phù Cam Đô Lô, Bì Tông... nhưng các nhà nghiên cứu cho rằng rất khó xác định là những quốc gia nào ngày nay. Có ý kiến suy đoán đó là những nước từ Abyssinia (tức Ethiopia ngày nay) trở về phía đông đến Malaysia; ngược lại có ý kiến cho rằng các nước này chỉ quanh vùng đảo Indonesia ngày nay. Ý kiến của Đằng Điền Phong Bát và Ferand được nhiều người chấp nhận. Theo đó, Hoàng Chi là đô thành Kancipura, nay là Conjeveram thuộc Ấn Độ; Đô Nguyên là nước Đô Côn hay Đô Quân nay thuộc bán đảo Malaysia; Ấp Lô Một là nước Câu Lâu Một thuộc bờ biển Myanma hiện nay; nước Sâm Ly là nước Tất Ly của Phiếu Quốc trong hành trình của Giả Nam thời nhà Đường; Phù Cam Đô Lô là thành Pagan của Myanmar; Bì Tông là nước Pisang thuộc Malaysia.